# Sułowo, Warmińsko-Mazurskie
Sułowo [suˈwɔvɔ] (tiếng Đức: Schulen)  là một ngôi làng ở quận hành chính của Gmina Bisztynek, trong hạt Bartoszycki, Warmińsko-Mazurskie, ở miền bắc Ba Lan.

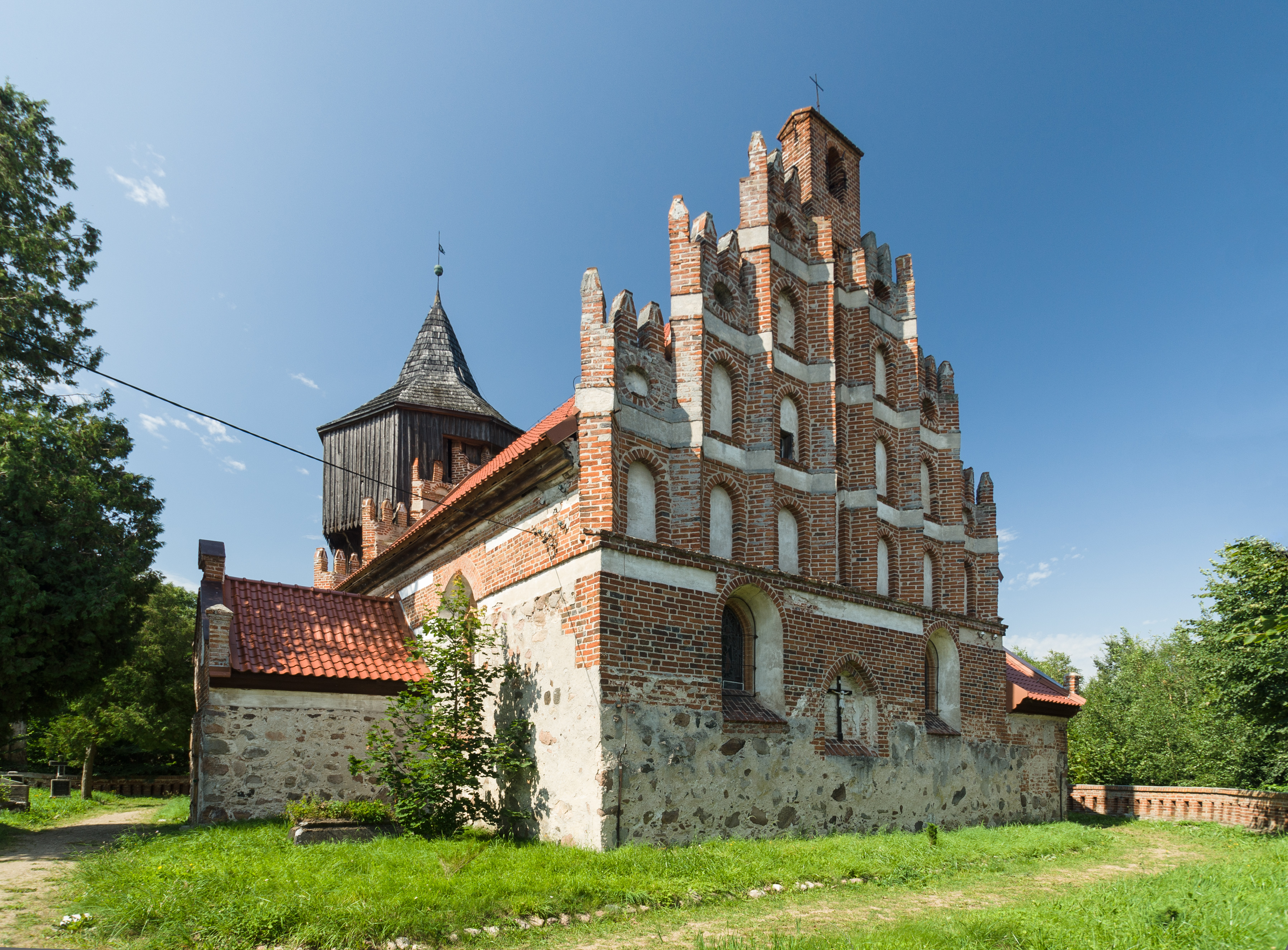
Nhà thờ tôn vinh Thánh giá ở Sułowo